# (6116) Still
(6116) Still (1984 UB3) – planetoida z pasa głównego planetoid okrążająca Słońce w ciągu 5,16 lat w średniej odległości 2,98 au. Została odkryta 26 października 1984 roku.